# Дитл, Ярослав
Ярослав Дитл (чеш. Jaroslav Dietl; 22 мая 1929, Загреб — 29 июня 1985, Прага) — чешский и чехословацкий драматург, сценарист, прозаик. Заслуженный артист Чехословакии (1984).

## Биография
Родился в Хорватии, в детстве вместе с семьёй вернулся в Чехословакию. В 1940—1944 годах учился в гимназию в Брно, позже перешёл в текстильное училище. С 1949 года год учился на философском факультете в университете Брно, работал педагогом. Однако вскоре переехал в Прагу, где работал в Министерстве социального обеспечения.
В 1950—1955 годах изучал драматургию на Театральном факультете Академии музыкальных искусств в Праге. Еще будучи студентом, работал драматургом на недавно созданном чехословацком телевидении. С 1962 года трудился на киностудии Баррандов. В 1973 году был исключен из Компартии Чехословакии.
Активность творчества Дитла пришлась на период нормализации в Чехословакии.
За год до смерти ему было присвоено звание Заслуженного артиста страны.
Написал 87 теле- и киносценариев, среди самых известных «Больница на окраине города» (1977).
Автор ряда пьес, некоторые из которых были экранизированы, снял несколько телесериалов. Публиковался в ежедневной газете «Млада фронт» и в журнале «Дикобраз».
Дитл был многожанровым сценаристом, написавшим сценарии нескольких комедий. В своих работах пытался добиться синтеза мелодраматических, историко-социальных, идеологических тем.
Был первым чешским писателем, создавшим особый жанр, так называемого, семейного телесериала.
Умер во время занятий спортом.

## Избранные публикации
Театральные пьесы
- Nepokojné hody svaté Kateřiny, 1959[1]
- Pohleďte, pokušení, 1960
- Čtyři z velkoměsta, 1960
- Byli jednou dva, 1960
- Senohrabské grácie, 1961
- Tři chlapi v chalupě, 1963
- Nehoda, 1964
- Slečnu pro Jeho Excelenci, soudruzi!, 1968
- Muž na talíři, 1973
- Šance, 1977

Киносценарии
- Cesta hlubokým lesem, 1964
- Einstein kontra Babinský, 1964
- Ženu ani květinou neuhodíš, 1966
- Hrdina má strach, 1966
- Nejlepší ženská mého života, 1968
- Ďábelské líbánky, 1970
- Pět mužů a jedno srdce, 1971
- Tajemství velkého vypravěče, 1972
- Tři chlapi na cestách, 1973
- Zbraně pro Prahu, 1974
- Causa Králík, 1980
- Tchán, 1980
- Křtiny, 1981
- Druhý tah pěšcem, 1985

Телесценарии
- Příběhy rodiny Bláhovy, 1959—1960
- Tři chlapi v chalupě, 1961—1963
- Eliška a její rod, 1966
- Píseň pro Rudolfa III., 1967—1968
- Alexandr Dumas starší, 1970
- Bakaláři, 1971—1980
- Dispečer, 1971—1972
- Byli jednou dva písaři, 1972
- Slovácko sa nesúdí, 1975—1984
- Nejmladší z rodu Hamrů, 1975
- Muž na radnici, 1976
- Žena za pultem, 1977
- Louis Pasteur, 1977
- Nemocnice na kraji města, 1978—1981
- Inženýrská odysea, 1979
- Plechová kavalérie, 1979
- Okres na severu, 1981
- Malý pitaval z velkého města, 1982—1986
- Doktor z vejminku, 1983
- Rozpaky kuchaře Svatopluka, 1985
- Synové a dcery Jakuba skláře, 1985
- Velké sedlo, 1987
- Válka volů, 1987
- Teta, 1987